# Pont de Sèvres metróállomás
A Pont de Sèvres egy metróállomás Franciaországban, Párizsban a párizsi metró 9-es és 15-ös metróvonalán. Tulajdonosa és üzemeltetője a RATP.

## Metróvonalak
Az állomást az alábbi metróvonalak érintik:
- 9-es metróvonal
- 15-ös-metróvonal (építés alatt)

## Kapcsolódó állomások
A metróállomáshoz az alábbi állomások vannak a legközelebb:
- Billancourt (Mairie de Montreuil, 9-es metróvonal)
- Saint-Cloud (Saint-Denis Pleyel, 15-ös-metróvonal, építés alatt)
- Issy RER (Noisy - Champs, 15-ös-metróvonal, építés alatt)